# 에이코사노이드
에이코사노이드(영어: eicosanoid)는 아라키돈산 등 다중불포화 지방산의 산화로 형성되는 지질 신호전달 물질이다.

## 같이 보기
- 프로스타글란딘